# Kylie / Fashion
Kylie / Fashion è un libro fotografico realizzato dalla cantante australiana Kylie Minogue, in collaborazione con il fashion-designer inglese William Baker. È stato pubblicato il 12 novembre 2012 dalla casa editrice Thames & Hudson.

## Descrizione
Il libro illustra le collaborazioni stilistiche tra la cantante e le più importanti case di moda internazionali. Sono pertanto incluse immagini iconiche della postar, ma anche molti scatti inediti e bozzetti creativi.
Kylie / Fashion è stato curato da William Baker, storico direttore creativo della cantante, e vede la prefazione scritta da Jean-Paul Gaultier. Sono inoltre inclusi i commenti personali di stilisti quali Domenico Dolce e Stefano Gabbana, Christian Louboutin, Julien MacDonald e Stella McCartney, oltre che alle note aggiunte dalla Minogue stessa.
L’opera si divide in 11 capitoli , ognuno dei quali prende il nome da un album della cantante, partendo da Kylie fino ad arrivare a The Abbey Road Sessions. Ogni sezione esplora i look indossati nelle copertine dei dischi, gli outfit dei videoclip musicali e delle rispettive tournée. Sono talvolta presenti alcune delle copertine dei magazine più prestigiosi di cui la Minogue vi è stata protagonista.

## Pubblicazione
Il libro, edito in versione copertina rigida, si compone di 346 illustrazioni distribuite su 224 pagine. È stato rilasciato internazionalmente il 12 novembre 2012 da Thames & Hudson, e fa parte delle iniziative incluse nel progetto della cantante intitolato “K25”, volto a celebrare i primi 25 anni di carriera della Minogue.
Per il lancio del libro, Kylie ha tenuto un evento firma copie ai grandi magazzini londinesi  Harrods, il 29 novembre 2012 e a Sydney il 29 dicembre. Il 17 giugno 2013, l’evento si è ripetuto a New York, presso la catena di negozi Saks Fifth Avenue.
Del libro sono state redatte due edizioni, che differiscono solo per la fotografia di copertina utilizzata.